# Joseph-Guillaume Barthe
Pour les articles homonymes, voir Barthe.
Joseph-Guillaume Barthe (16 mars 1816 - 4 août 1893) est un homme politique, un journaliste, un avocat et un poète québécois.
Natif de Carleton-sur-Mer, il fait des études en philosophie, médecine et droit à Trois-Rivières et Nicolet auprès d'Edward Barnard et René-Joseph Kimber.
Il commence sa carrière d’écrivain comme poète, auprès du journal Le Populaire.  Au début de sa carrière il emprunte un pseudonyme féminin, Marie-Louise, choix qu’il effectue pour dénoncer la réticence des femmes à recourir à l’écriture publique. Son premier poème parait le 10 mai 1837. Après avoir révélé son identité, Barthe poursuit sa carrière sous son vrai nom. Il compose cantiques, poèmes politiques et poèmes d’amour, en vers et en prose. Il s’agit de l’une des voix le plus présentes dans Le Populaire.
Il collabore ensuite avec le journal Le Fantasque de Napoléon Aubin. Le 26 décembre 1838, à la suite des rébellions des patriotes, il fait paraitre dans Le Fantasque un poème intitulé « Aux exilés Canadiens », qui chante les louanges des Patriotes condamnés à l’exil aux Bermudes par Lord Durham. À la suite de la publication de ce poème, il est arrêté et emprisonné en 1839 avec Napoléon Aubin à la prison de Trois-Rivières, où il restera du 2 janvier au 16 avril 1839.
Sorti de prison, il collabore à L'Aurore des Canadas où il publiera son texte « Un séjour dans une prison », inspiré de ses mémoires. Il entre ensuite au barreau des avocats.
Il s'oppose à l'Acte d'Union de 1840 mais réussit tout de même à se faire élire député rouge de Yamaska en 1841. 
En 1844 et 1851, il échoue dans ses tentatives de se faire réélire. Il devient le greffier à la cour d'appel locale et voyage en Europe où il exerce son métier de journaliste. En 1855 Barthe publie « Le Canada reconquis par la France », pamphlet patriotique dans lequel il attaque l’administration coloniale, critique le clergé et prône une union littéraire et politique entre les deux pays.
Il est mort à Montréal en 1893.

## Ouvrages publiés
- « Essai sur l’abolition de la peine de mort I-II », L’Avenir, 5 février et 20 avril 1850
- « Un Séjour dans une prison », L'Aurore des Canadas, 13 et 17 mars 1840
- Le Canada reconquis par la France, 1855, d'abord publié à compte d'auteur en 1852[1]
- Souvenirs d'un demi-siècle, 1885

## Journaux et revues
- Drapeau de Lévis
- Gazette de France
- L'Aurore des Canadas
- Le Bas-Canada
- Le Canadien
- Le Journal de Lévis
- Le Populaire
- L'Ère nouvelle